# Бой у Оглендува
Бой у Оглендува (польск. Potyczka pod Oględowem) — бой советской 53-й гвардейской танковой бригады против 501-го тяжёлого танкового батальона вермахта, состоявшийся 12 августа 1944 года в окрестностях деревни Оглендув. Исход боя имел важное значение для захвата Сандомирского плацдарма, который в свою очередь сыграл решающую роль в последующем успешном развитии Висло-Одерской операции и окончания войны. Первое применение в бою тяжёлых немецких танков Королевский Тигр во время Второй мировой войны.

## Ход боя

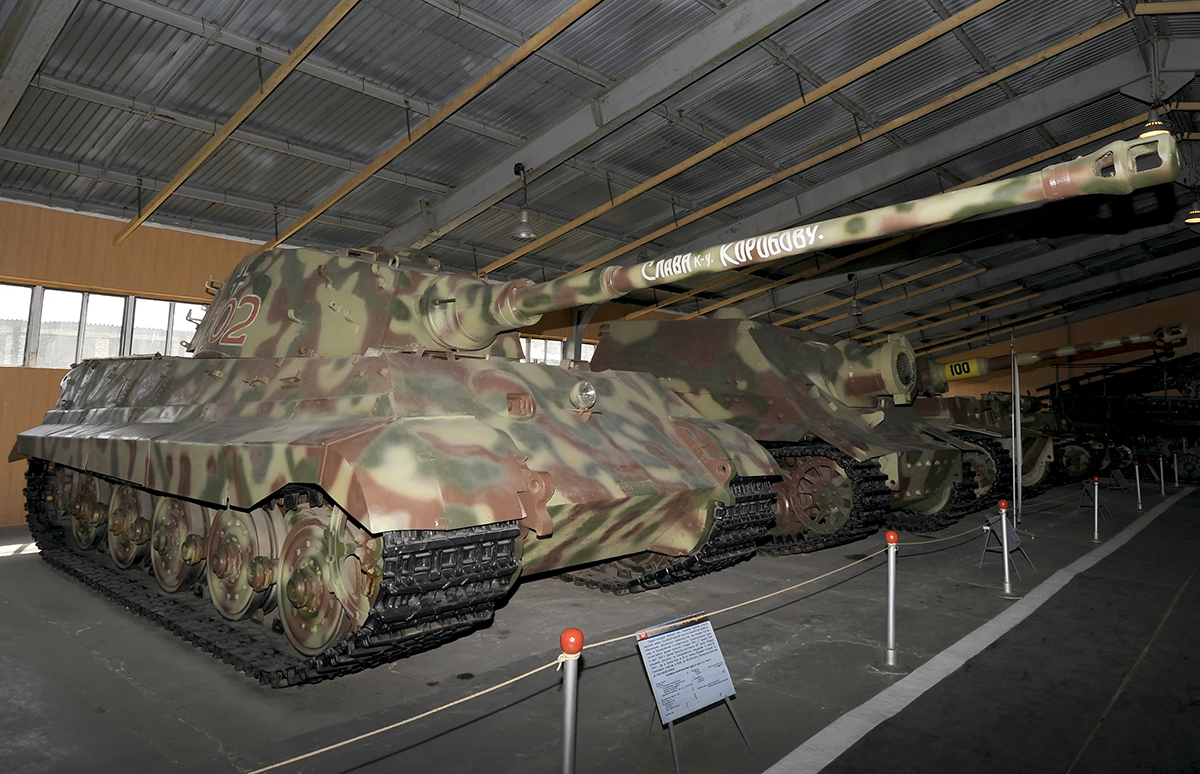
Танк «Тигр II» № 502 в бронетанковом музее в Кубинке, апрель 2010

12 августа 1944 года экипаж танка Т-34-85 из 53-й гвардейской танковой бригады под командованием гвардии младшего лейтенанта Александра Петровича Оськина, действуя в составе танковой группы на Сандомирском плацдарме, на подступах к деревне Оглендув (Сташувский повят, Свентокшиское воеводство, Польша), отразил атаку превосходящих сил противника в составе 11 (по другим данным 15) танков.
В бою экипаж Т-34-85 А. П. Оськина (механик-водитель Александр Андреевич Стеценко, командир орудия Абубакир Юсупович Мерхайдаров, стрелок-радист Александр Иванович Грудинин и заряжающий Алексей Потапович Халчев) из засады уничтожил три новейших немецких танка «Королевский тигр» (T-VIB «Тигр-II») 501-го тяжёлого танкового батальона
, а один танк повредил (по другим данным — экипажем А. П. Оськина был уничтожен только один головной танк, а два остальных буквально изрешетили основные силы бригады и части усиления). Это было первое боевое применение немецких тяжёлых танков «Тигр II» на Восточном фронте, которое закончилось полной неудачей для немецких танкистов, которые потеряли в этом бою 24 танка. На следующий день, 13 августа 1944 года, танк Оськина одним из первых ворвался в деревню Оглендув и уничтожил десятки вражеских солдат.
В ходе этого боя были захвачены три танка «Королевский тигр» в исправном состоянии, которые были направлены в Кубинку на НИБТ Полигон для изучения. Машину № 502 можно ныне увидеть в бронетанковом музее в Кубинке.

## Награды
Указом Президиума Верховного Совета СССР от 23 сентября 1944 года за мужество и героизм, проявленные в боях, гвардии младшему лейтенанту Оськину Александру Петровичу присвоено звание Героя Советского Союза с вручением ордена Ленина и медали «Золотая Звезда».
Командир орудия гвардии старший сержант Абубакир Юсупович Мерхайдаров был удостоен ордена Красного Знамени. Остальной экипаж получил ордена Отечественной войны II степени: механик-водитель Стеценко, стрелок-радист Грудинин, и заряжающий Халчев..